# 天尊 (年號)
天尊（967年—977年）是于阗国王尉迟苏拉的年號，共计11年。
天尊年號见于敦煌于阗语文书。目前所见最晚的年号是天尊五年。根据诸家考订，尉迟苏拉在位时间为967年-977年，天尊年号一直用到尉迟苏拉末年。

## 紀年對照表
| 天尊 | 元年   | 二年  | 三年  | 四年  | 五年  | 六年  | 七年  | 八年  | 九年  | 十年  |
| ---- | ------ | ----- | ----- | ----- | ----- | ----- | ----- | ----- | ----- | ----- |
| 公元 | 967年  | 968年 | 969年 | 970年 | 971年 | 972年 | 973年 | 974年 | 975年 | 976年 |
| 干支 | 丁卯   | 戊辰  | 己巳  | 庚午  | 辛未  | 壬申  | 癸酉  | 甲戌  | 乙亥  | 丙子  |
| 天尊 | 十一年 |       |       |       |       |       |       |       |       |       |
| 公元 | 977年  |       |       |       |       |       |       |       |       |       |
| 干支 | 丁丑   |       |       |       |       |       |       |       |       |       |

## 同期存在的其他政权年号
- 中國
  - 天會（957年－973年）：北漢—劉鈞、劉繼恩、劉繼元之年號
  - 廣運（974年－979年）：北漢—劉繼元之年號
  - 大寶（958年－971年）：南漢—劉鋹之年號
  - 廣德（953年－967年）：大理—段思聰之年號
  - 順德（968年）：大理—段思聰之年號
  - 明政（969年－985年）：大理—段素順之年號
  - 乾德（963年－968年）：北宋—宋太祖趙匡胤之年號
  - 开宝（968年－976年）：北宋—宋太祖趙匡胤之年號
  - 太平兴国（976年－984年）：北宋—宋太宗趙匡義之年號
  - 應曆（951年－969年）：遼—遼穆宗耶律璟之年號
  - 保寧（969年－979年）：遼—遼景宗耶律賢之年號
  - 元興（976年－？）：定安國—烏元明之年號
- 越南
  - 太平（970年－980年）：丁朝—丁部領、丁璿之年號
- 日本
  - 康保（964年－968年）：村上天皇之年号
  - 安和（968年－970年）：冷泉天皇與圓融天皇之年号
  - 天祿（970年－973年）：圓融天皇之年号
  - 天延（974年－976年）：圓融天皇之年号
  - 貞元（976年－978年）：圓融天皇之年号

## 參看
- 中國年號索引

## 深入閱讀
- 李崇智. . 北京: 中華書局. 2004年12月. ISBN 7101025129.
- 鄧洪波. . 臺北: 國立臺灣大學東亞經典與文化研究計劃. 2005年3月  [2022-01-03]. ISBN 9789860005189. （原始内容 (pdf)存档于2007-08-25）.
- 張廣達、榮新江. . 北京: 中國人民大學出版社. 2008年9月. ISBN 9787545820898.

| 前一年號： 同慶 | 于阗年號 967年－977年 | 下一年號： 中興 |